# Дуке
Дука (средњовековни грчки: ; од латинског: dux — „вођа“ или грчког: ) била је византијска грчка племићка породица која је у 11. веку кратко била владајућа династија Царства. Побочна линија, Комнинодуке, основала је Епирску деспотовину у 13. веку, а друга грана је владала Тесалијом.

## Пре доласка на власт
Ништа се засигурно не зна о пореклу породице Дука. Хроничар Нићифор Вријеније сматра да су Дуке потомци римског цара Константина I који су у 4. веку цариградом владали са титулом дукса. Наводи Нићифора Вријенија, међутим, очигледно су имали за циљ да уздигну породицу Дука у време када је она била владајућа династија Царства.. Неки писци указују на могућност јерменског порекла Дука, али је готово сигурно да Дуке потичу са грчког говорног подручја, вероватно из Пафлагоније у северној Анадолији, где су се налазила њихова имања. Први представник породице Дука појављује се средином 9. века као регент царице Теодоре (842-855), када је послат да насилно преведе Павлићане у православље. Његово име није познато. Познат је као син дукса иако Скилица указује на име Андроник. Династија Дука постаје значајна почетком 10. века. Андроник Дука и његов син Константин били су високи генерали на двору цара Лава VI Мудрог (886-912). Око 904. године Андроник је уплетен у неуспешан устанак због чега је приморан да побегне у Багдад где је убијен 910. године. Константин је остао на високом положају Доместика Схоле. Убијен је, заједно са својим синовима Георгијем и Михаилом у неуспешном пучу 913. године Ове смрти, кастрација и прогонство Константиновог млађег сина Стефана и смрт Николе Дуке у бици код Катасиртаија 917. године довели су до изумирања прве гране династије Дука која је забележена у византијским изворима. Зонара сматра да је династија опстала кроз женску линију Крајем 10. века појављује се грана Лидији (вероватно по Лидији). Њој су припадали Андроник Дука Лид и његови синови Кристифор и Варда. Породица Лидија учествовала је у побуни Варде Склира против цара Василија II (976-1025), али су њени припадници касније помиловани те су наставили своје каријере. Варда Монг ("промукли") је 1017. године предводио војну експедицију против Хазара

## Дуке на власти
Династији Дука је у 11. веку припадало неколико генерала и гувернера. Изгледа да су они дошли из Пафлагоније и да су били изузетно богати. Поседовали су велика имања у Анадолији. Везе ове гране Дука и грана из 9. и 10. века нису јасне. Зонара је то питање оставио отворено, док повезаност прихватају Михаило Псел и Никола Каликлес.. Константин X се, пре него што је постао цар, ородио са моћном породицом Даласина и узео за другу жену Евдокију Макремволитису, нећаку патријарха Михаила Керуларија. Константин је подржао збацивање Исака I Комнина 1057. године. Постепено је стао на страну судске бирократије против реформи новог цара. Константин је 1059. године крунисан за цара захваљујући утицају Михаила Псела. Исак је абдицирао 24. новембра исте године. Константин Дука је уздигао чланове своје породице, пре свега синове Михаила VII и Константина Дуку. Свога брата Јована Дуку именовао је цезаром. Константинова владавина поклапа се са слабљењем византијске одбране и распуштањем јерменске локалне милиције од 50.000 људи у пресудном тренутку када су Турци Селџуци напредовали ка истоку Константин је поништио многе реформе цара Исака Комнина. Сенат је испунио својим присталицама Константин је изгубио већи део Италије. Њу заузима нормански војсковођа Роберт Гвискар. Одржало се једино подручје око Барија. Константин је поставио четири катепана Италије. Константин је претрпео нападе Алп Арслана у Малој Азији 1064. године (што доводи до губитка јерменске престонице), напад Огуза на Балкан 1065. године и губитак Београда кога заузимају Мађари Умро је 22. маја 1067. године.
Евдокија Макремволитиса се, након смрти првог мужа, удала за Романа IV Диогена који је крунисан за цара.. Роман је био син византијског војсковође Константина Диогена, једног од најзначајнијих учесника устанка комитопула. Пре Евдокије, био је ожењен ћерком устаника Алусијана, сина Јована Владислава. Евдокијину одлуку подржао је патријарх Јован VIII. Због опасности од Селџука био је потребан способан цар. Роман је постао заштитник Константинових синова, Михаила, Константина и Андроника Дуке. Роман је лично стао на чело војске која је Селџуцима нанела неколико пораза на истоку Селџуци, међутим, нису сузбијени због чега је Роман 1071. године предузео велики поход. Освојен је град Манцикерт, али је између Манцикерта и језера Ван неколико дана касније вођена велика битка. Сам Роман је рањен у руку што га је спречило да држи мач. Убрзо је пао у заробљеништво. Алп Арслан га је ослодио за 1.500.000 номизми + још 360.000 номизми годишњег данка. Непосредно пред битку код Манцикерта Нормани у Италији заузимају последње византијско упориште, Бари У међувремену је опозиција против Романа, на челу са цезаром Јованом Дуком и Михаилом Пселом, приморала Евдокију да се повуче у манастир. Потом су одбили да признају договор између Романа и Алп Арслана. У сукобу са Дукама Роман је поражен и свргнут са власти. Повукао се у Киликију. Јован Дука га је ослепео 29. јуна 1072. године пре него што га је послао у изгнанство на острво Проте у Мраморном мору. Роман је убрзо умро од инфекције
Јован Дука и Михаило Псел су за цара прогласили Михаила VII. Нови цар крунисан је 24. октобра 1071. године. Иако је примао савете од Јована Дуке и Михаила Псела, Михаило VII се све више почео ослањати на свог министра финансија, евнуха Нићифорицу. Нићифорица је повећао трошкове византијске војске. Михаило се суочио са озбиљним проблемима на Балкану. Тамо је трговац Ђорђе Војтех 1072. године подигао устанак покушавајући да обнови Самуилово царство. Устанку се придружио и српски кнез дукље Михаило, са сином Константином Бодином и војсковођом Петрилом. Устанак је угушио војсковођа Нићифор Вријеније Старији. Византијско царство, међутим, није било у стању да поврати своје губитке у Малој Азији. Последице битке код Манцикерта биле су катастрофалне. Оне ће бити поништене тек битком код Дорилеја 1097. године у Првом крсташком рату.. Војска под Исаком Комнином, братом будућег цара Алексија, поражена је 1073. године Истовремено се Византија суочава и са проблемима са плаћеничком војском. Војска Алексија Комнина, ојачана снагама селџучког султана Малик шаха I (коме је византијски цар признао освајања) поразила је плаћенике на челу са Јованом Дуком 1074. године Међутим, проблеми у које је запало царство довели су до велике економске кризе
Године 1078. два устанка подигнута су против владавине цара Михаила. Првог је на Балкану подигао Нићифор Вријеније Старији, а другог у Анадолији Нићифор III Вотанијат. Вотанијат, подржан од Селџука, први стиже до Цариграда. У Никеји је себе прогласио за цара. Михаило је приморан на абдикацију и повлачење у манастир светог Јована Крститеља (31. март 1078).. Нићифора је у Цариграду крунисао патријарх Козма I. Уз помоћ генерала Алексија Комнина, Вотанијат је поразио Нићифора Вријенија. Наређено му је, потом, да нападне свога рођака Нићифора Мелисена у Малој Азији што је одбио. Због тога је деградиран. Опозиција Нићифору убедила је Алексија да се прикључи завери која се спремала против цара. Значајну улогу у пучу одиграла је Алексијева мајка, Ана Даласена, заједно са Вотанијатовом супругом, Маријом Аланијом. Аланија је усвојила Алексија за сина иако је била само пет година старија од њега Алексије је 1081. године подигао војску против Нићифора Вотанијата. Подмитио је трупе које су чувале град. Алексије и Исак Комнин улазе у Цариград победоносно 1. априла 1081. године. Нићифор је присиљен на абдикацију Алексије је крунисан за цара чиме је на власт дошла династија Комнин.

## Након 1081. године
Повезаност Дука са династијом Комнин обезбедила је опстанак династије и њено место у врху византијске аристократије током периода владавине Комнина. Дуке су у време владавине Алексија Комнина играле значајну улогу у политичком животу Византије. Константин Дука је као вереник Алексијеве ћерке Ане признат за наследника цара, али је то право касније изгубио рађањем Јована II Комнина. Протоспатар Михаило Дука и мега дукс Јован Дука су били једни од најистакнутијих Алексијевих војсковођа.. Лоза Константина X највероватније је изумрла пре 1100. године иако су, због угледа династије, бројне друге породице узимале назив Дука за презиме Последњи познати потомак Константиновог брата, цезара Јована, живео је у првој половини 12. века Побочна грана Дука, Комненодуке, основале су Епирску деспотовину након пада Цариграда 1204. године. Деспотовину је основао Михајло I Комнин Дука уз помоћ других потомака Јована Дуке, унука цара Алексија Комнина и Ирене Дукине. Презиме Дука су користили грчки и српски владари Тесалије из 15. века Носили су га никејски цар Јован III Дука Ватац (1221-1254) и његови рођаци, позновизанијски историчар Дука и официр Димитрије Дука Кавасилас средином 14. века.

## Цареви династије Дука
| Слика | Име                   | Рођење    | Наследник             | Владавина                        | Смрт               | Дужина владавине |
| ----- | --------------------- | --------- | --------------------- | -------------------------------- | ------------------ | ---------------- |
|       | Константин X Дука     | 1006.     | Исак I Комнин         | 24. новембар 1059—22. мај 1067.  | мај 1067.          | 8 година         |
|       | Роман IV Диоген       | око 1030. | Константин X Дука     | 1. јануар 1068—24. октобар 1071. | 1072.              | 3 године         |
|       | Михајло VII Парапинак | око 1050. | Роман IV Диоген       | 24. октобар 1071—24. март 1078.  | 1090.              | 7 година         |
|       | Нићифор III Вотанијат | око 1002. | Михајло VII Парапинак | 7. јануар 1078—1. април 1081.    | 10. децембар 1081. | 3 године         |